# Thésaurus lexicographique
Pour les articles homonymes, voir Thésaurus.
Un thésaurus ou dictionnaire analogique est un ouvrage de référence dans lequel les mots sont organisés par champ lexical, où l’on peut trouver des synonymes et antonymes de mots. Il est destiné notamment aux personnes qui écrivent, pour aider à trouver le meilleur mot pour exprimer une idée. 
Les dictionnaires de synonymes ont une longue histoire. Le mot thésaurus a été utilisé en 1852 par Peter Mark Roget pour son Roget's Thesaurus, qui regroupe les mots dans une taxonomie hiérarchique de concepts, mais d’autres sont organisés par ordre alphabétique ou d’une autre manière. 
La plupart des thésaurus n’incluent pas de définitions ni d’exemples d’usage. Cependant, de nombreux dictionnaires incluent des listes de synonymes dans les entrées, éventuellement accompagnés de notes sur l’usage ou le bon usage. 
Dans certains thésaurus et dictionnaires analogiques, des notes caractérisent les distinctions entre des mots similaires, précisant leurs « connotations et nuances de sens variées ».  Certains dictionnaires de synonymes visent principalement à différencier les synonymes par leur signification et leur utilisation. 
Les thésaurus sont parfois utilisés pour éviter la répétition des mots : « les écrivains les utilisent parfois non seulement pour varier leur vocabulaire mais pour les habiller trop. »

## Étymologie
Le mot "thésaurus" vient du latin thēsaurus, qui à son tour vient du grec θησαυρός  ( thēsauros ) « trésor, entrepôt ». Le mot thēsauros est d'étymologie incertaine. Le mot thesaur est attesté au Moyen Âge avec le sens de « trésor » (15e-16e siècles) ». 
Jusqu’au 19e siècle, un thésaurus était tout dictionnaire ou encyclopédie, comme dans le Thesaurus Linguae Latinae (Dictionnaire de la langue latine, 1532) et le Thesaurus Linguae Graecae (Dictionnaire de la langue grecque, 1572). C’est Roget qui a introduit en anglais le sens « collection de mots disposés selon le sens », en 1852. Il est introduit en français par Théodore Robertson qui publie en 1859 un équivalent pour le français sous le titre Dictionnaire idéologique : Recueil des mots, des phrases, des idiotismes et des proverbes de la langue française classés selon l'ordre des idées.

## Histoire

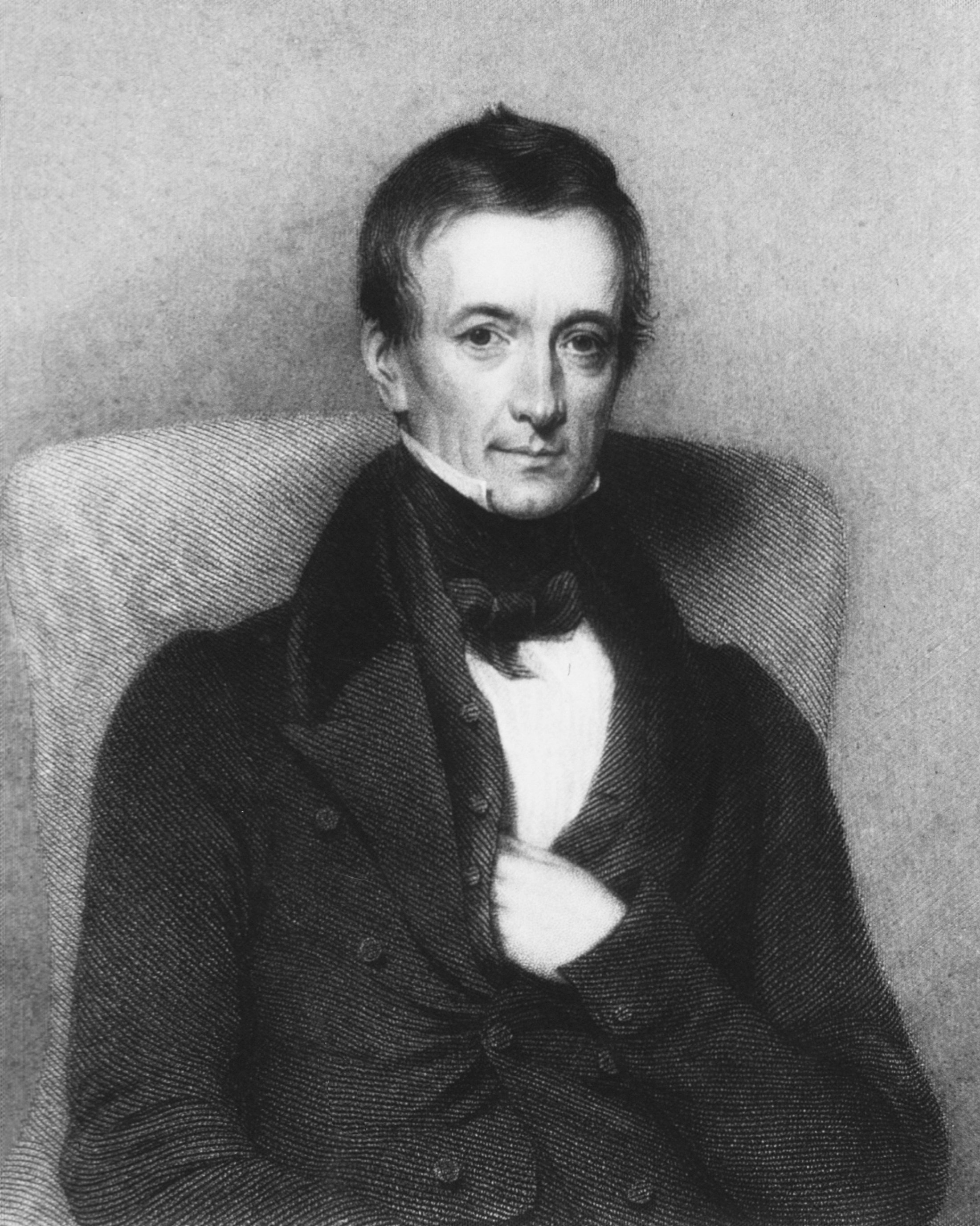
Peter Mark Roget, auteur du Roget's thesaurus.

Dans l’Antiquité, Philon de Byblos est l’auteur du premier texte qui pourrait maintenant être appelé un thésaurus. En sanskrit, l’Amarakosha est un thésaurus sous forme de vers, écrit au IVe siècle. 
L’étude des synonymes est devenue un thème important de la philosophie du XVIIIe siècle, et Condillac a écrit, mais n’a jamais publié, un dictionnaire des synonymes,. 
Certains des premiers dictionnaires de synonymes incluent : 
- John Wilkins, An Essay Towards a Real Character, and a Philosophical Language et Alphabetical Dictionary (1668) sont « une énumération et une description régulières de toutes ces choses et notions auxquelles les noms doivent être attribués »[8]. Ce ne sont pas explicitement des dictionnaires de synonymes — en fait, ils n’utilisent même pas le mot synonyme — mais ils regroupent des synonymes[9],[10],[11].
- Gabriel Girard, La Justesse de la langue françoise, ou les différentes significations des mots qui passent pour synonymes (1718)[12]
- John Trusler, The Difference between Words esteemed Synonyms, in the English Language; and the proper choice of them determined (1766)[13]
- Hester Lynch Piozzi, British Synonymy (1794)[14]
- James Leslie, Dictionary of the Synonymous Words and Technical Terms in the English Language (1806)[15]
- George Crabb, English Synonyms Explained (1818)[16]

Roget's Thesaurus, d’abord compilé en 1805 par Peter Mark Roget et publié en 1852, suit l’arrangement sémantique de John Wilkins de 1668. Contrairement aux dictionnaires de synonymes antérieurs, il n’inclut pas de définitions ni ne vise à aider l’utilisateur à choisir parmi les synonymes. Il est imprimé en continu depuis 1852 et reste largement utilisé dans le monde anglophone. Roget a décrit son thésaurus dans l'avant-propos de la première édition: 
 Cela fait maintenant près de cinquante ans que j'ai projeté pour la première fois un système de classification verbale semblable à celui sur lequel se fonde le présent ouvrage. Concevant qu’une telle compilation pouvait aider à combler mes propres lacunes, j’avais, en 1805, achevé un catalogue de mots classé à petite échelle, mais sur le même principe et presque sous la même forme que le Thésaurus publié aujourd’hui. 

## Organisation

### Conceptuelle
Le thésaurus original de Roget était organisé en 1000 entrées conceptuelles (par exemple, 806 « Debt », dette) organisées en une taxonomie à quatre niveaux. Par exemple, la responsabilité a été classée sous V.ii.iv: Classe cinq, Volition: the exercise of the will (volition : l’exercice de la volonté) ; Division deux: Volition sociale ; Section 4: Relations possessives ; Sous-section 4: Relations monétaires. Chaque rubrique comprend des synonymes directs : dette, obligation, responsabilité, … ; concepts connexes : intérêt, usance, usure ; personnes liées : débiteur, débiteur, … défaillant (808) ; verbes : être endetté, devoir, … voir Emprunter (788) ; phrases : pour exécuter une facture ou une partition,… ; et adjectifs : endetté, dû,. Les nombres entre parenthèses sont des renvois à d’autres entrées. 
Le livre commence par un tableau synopsis des catégories présentant la hiérarchie puis le corps principal du thésaurus répertorié par entrées, puis un index alphabétique répertoriant les différentes entrées sous lesquelles un mot peut être trouvé : Liable, subject to, 177; debt, 806; duty, 926. 
Certaines versions récentes ont conservé la même organisation, mais souvent avec plus de détails sous chaque entrées. D’autres ont apporté des changements modestes tels que l’élimination de la taxonomie à quatre niveaux et l’ajout de nouvelles entrées. Une édition a 1075 entrées dans quinze classes. 
Certains thésaurus dans d’autres langues que l’anglais ont également adopté ce modèle. 

### Alphabétique
Certains thésaurus et dictionnaires de synonymes sont organisés par ordre alphabétique. 
La plupart répètent la liste des synonymes sous chaque mot,,,. 
Certains désignent une entrée principale pour chaque concept et utilisent des renvois,,. 
Un troisième système relie les mots et les titres conceptuels. Le Thesaurus Dictionary de Francis March indique pour liability : CONTINGENCY, CREDIT–DEBT, DUTY–DERELICTION, LIBERTY–SUBJECTION, MONEY, chacun étant une rubrique conceptuelle. L’entrée CREDIT—DEBT comporte plusieurs sous-titres, séparant les noms d’agent, les verbes, les expressions verbales, etc. Sous chacun se trouvent des synonymes avec de brèves définitions. Les rubriques conceptuelles ne sont pas organisées en taxonomie. 
L’ouvrage Synonymes français de Benjamin Lafaye (1841) est organisé autour de familles de synonymes morphologiquement liés (par exemple, logis, logement ) et son Dictionnaire des synonymes de la langue française (1858) est principalement alphabétique, mais comprend également une section sur les synonymes morphologiquement liés, organisé par préfixe, suffixe ou construction. 

### Sens contrastés
Avant Roget, la plupart des notes dans les thésaurus et dictionnaires de synonymes comprenaient des discussions sur les différences entre les quasi-synonymes, comme le font certains thésaurus,,,. 
Quelques dictionnaires de synonymes modernes, notamment en français, sont principalement consacrés à la discussion des démarcations précises entre les synonymes,. 

### Éléments supplémentaires
Certains incluent des définitions courtes. 
Certains incluent des exemples d’usage. 
Certains incluent des listes d’objets par catégorie, par exemple les races de chiens. 
Le Historical Thesaurus of English (2009) est organisé de manière taxonomique et comprend la date à laquelle chaque mot a pris un sens donné. Il a pour objectif de « tracer le développement sémantique du vocabulaire énorme et varié de l'anglais ». 

## Bilingues
Les dictionnaires de synonymes bilingues sont conçus pour les apprenants de langues. Un tel dictionnaire donne divers mots en langue étrangère classés par ordre alphabétique, avec une traduction en français et un exemple d’utilisation. D’autres sont organisés de façon taxonomique avec des exemples, des traductions et quelques notes d'usage. 

## Sciences de l’information et traitement automatisé du langage naturel
En sciences de l'information, un thésaurus documentaire est une sorte de vocabulaire contrôlé utilisé par exemple pour indiquer le sujet d'une œuvre ou bien le domaine d'activité d'une personne. 
Un thésaurus est structuré à l'aide d’une ontologie qui renseigne les classes et les propriétés admises, classiquement le libellé préférentiel et possiblement les libellés alternatifs d'un concept. Un exemple d'ontologie bien adaptée à la structuration d'un thésaurus documentaire est Simple Knowledge Organization System (SKOS). 
Les thésaurus sont utilisés dans le traitement automatique du langage naturel pour la désambiguïsation du sens des mots et la simplification du texte pour les systèmes de traduction automatique. 